# Arcadia Planitia
Arcadia Planitia je planina na povrchu Marsu, která se nachází na severní polokouli poblíž polárních oblastí. Na západě hraničí s další planinou Utopia Planitia, kterou odděluje od Arcadia Planitia rozsáhlé pohoří Phlegra Montes táhnoucí se v severovýchodním směru. V jihozápadní části hraničí s oblastí Elysium Planitia, která je oddělena hornatou oblastí s celou řadou útvarů jako Tartarus Montes, či na jihu kráter Orcus Patera a pohoří Erebus Montes. V jižní části se nachází další rozsáhlá planina Amazonis Planitia. Východní okraj je určen lávovými proudy původem ze štítové sopky Alba Patera. Na severu se táhne až k pohoří Scandia Colles oddělující oblast od Vastitas Borealis.

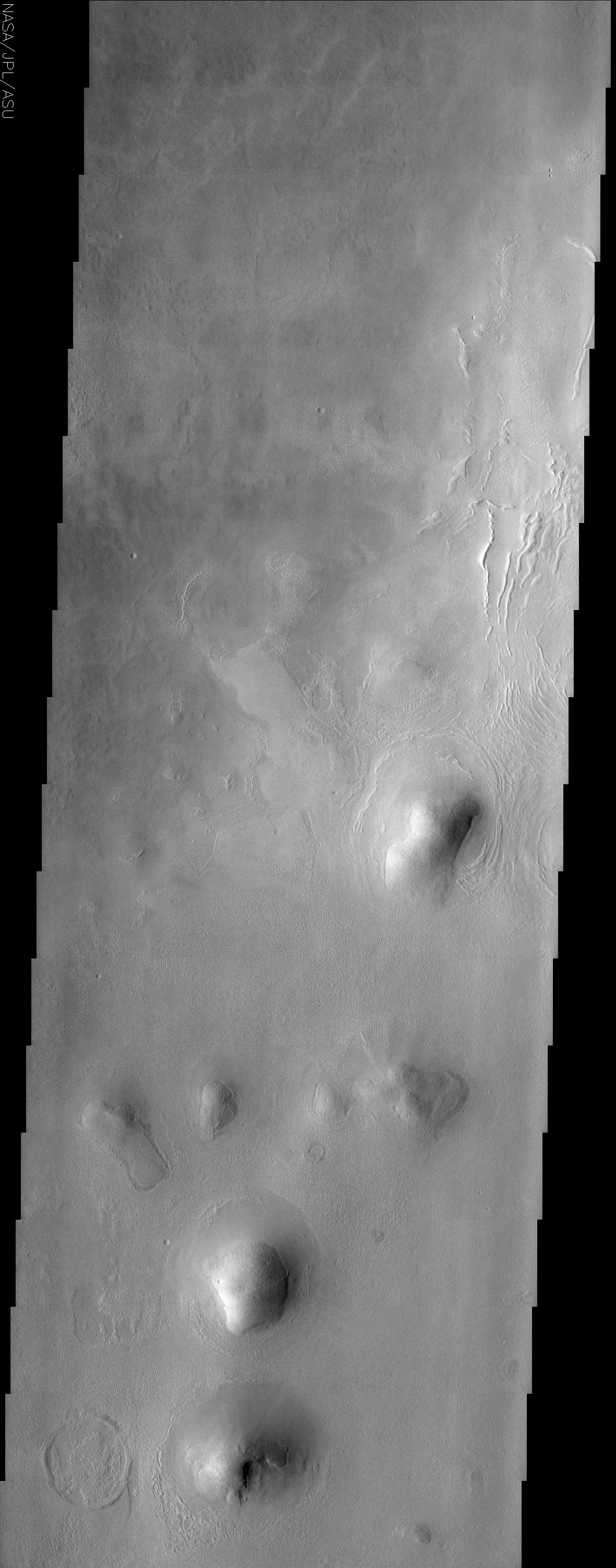
Detailní povrch na jednu z oblastí planiny

Planina se táhne přes 2200 km s průměrným převýšením 0 až -3 km pod nulovou hladinou Marsu. Na planině Arcadia Planitia se nachází několik velkých impaktních kráterů jako ve východní části kráter Milankovič, na jihozápadě Tyndall a severozápadě Stokes. I přes přítomnost těchto tří velkých impaktních kráterů se jedná o mladou jednotku, která je překryta mladými výlevy lávy. Předpokládá se, že vznikla v období Amazonian.
Pojmenována byla oficiálně v roce 1973, ale její původní jméno pochází již z roku 1882, kdy byla pojmenována Giovannim Schiaparellim po oblasti Arcadia ze starověkého Řecka.

## Historie
Existují hypotézy, že se v oblasti planiny dříve mohla vyskytovat souvislá vrstva tekuté vody, která mohla tvořit hypotetický oceán. V současnosti jsou na jejím povrchu rozpoznávány útvary, které svědčí o přítomnosti ledu a jeho erozivní činnosti během pohybu.
Objevují se i náznaky, že je zde voda neustále přítomna pod povrchem. Detailní snímky ukazují útvary, které korespondují s obdobnými oblastmi na Zemi v oblastech permafrostu.